# Освободителна гражданска война
Освободителната гражданска война или Либераторската цивилна война
На 11 ноември 43 пр.н.е. на многодневна конференция на остров в река Laviniusi Марк Антоний Октавиан и Марк Емилий Лепид образуват Втори триумвират. Събитието е познато като „Пакт от Бонония“.
„Управлението на тримата мъже за ред в държавата“, както се казва съюза официално, се основава de facto само на военната сила на триумвирите. Позицията им се легализира от закона lex Titia за пет години. Още преди 27 ноември се започва с първите проскрипции и убийство на държавните врагове, между които е и Цицерон.
Следващата година Антоний и Октавиан отиват в Северна Гърция, където убийците на Юлий Цезар, либераторите Марк Юний Брут и Гай Касий Лонгин са събрали войските си, които през есента на 42 пр.н.е. са победени в битката при Филипи в Македония. Въпреки победата на Втория триумвират това неофициално бележи края на Римската Република и оповестява бъдещето на Принципата на Октавиан Август.
- Бойни действия в Италия
- Бойни действия в Македония, I етап
- Бойни действия в Македония, II етап